# دین محمد زنگشاهی
دین‌محمّد زنگشاهی  نوازنده‌ ساز سرود (غژک یا قیچک) در سرحدزمین (شمال بلوچستان) و فرزند موسی زنگشاهی از نوازندگان رباب است.
او نوای سازش را تا قاره ی آمریکا نیز به گوش هنردوستان رساند .

## زندگی هنری
او یکی از منابع موسیقایی منطقه سرحد و از معدود هنرمندان موسیقی اقوام ایران است که با پیگیری و تلاشش توانست در حوزه موسیقی بلوچستان کتاب تألیف کند و بخش‌هایی از کارگان موسیقی خودش و اشعار مرتبط با صوت‌ها و ترانه‌های بلوچی را ثبت و ضبط کند. به گفته ی هم استانی هایشـ متأسفانه کتاب او چاپ و پخش مناسبی نداشت و کمتر کسی در جریان آن است.
این نوازنده ، خواننده و آهنگساز  سرشناس موسیقی بلوچی در بیش از ۲۰ کشور جهان و ۱۵ جشنواره بین‌المللی اجرا کرده و بیش از صدها قطعه موسیقی بلوچی از استاد دین‌محمد زمک‌زهی در آرشیو رادیو و تلویزیون استان وجود دارد. او علاوه بر خواندن، سازهای قیچک و رباب را استادانه و با شیوه‌ای خاص می‌نواخت. نوازندگی و خوانندگی زنگشاهی در زمان حیاتش در مراسم اختتامیه ی نخستین فستیوال آینه‌دار محمدرضا شجریان را به شدت شیفته ساخت که به همین خاطر مورد تجلیل او قرار گرفت. استاد زنگشاهی کسی بود که نمایندگی قیچکـ (به بلوچی=سازسرود) منطقه سرحد بلوچستان (شمال بلوچستان) را بر عهده داشت و می‌توانست این ساز را در حد کمال اجرا کندساز و سرود در بلوچستان کیفیت‌های متفاوتی دارد از جمله اینکه شیوه نواختن موسیقی «سرحد» با شیوه نوازندگی منطقه «مکران» در جنوب بلوچستان متفاوت است و حتی یکی از سیم‌های ساز «قیچک» در منطقه «مکران» بیشتر از سازهای «قیچک» در منطقه سرحد است.
دین محمد یکی از بهترین میراث داران موسیقی بلوچستان و بنیانگذار گروه‌‌های موسیقی مکران و شهباز قلندر بود. آشنایی استاد زمک زهی به دستگاه‌ها و گوشه‌های موسیقی بلوچستان و معادل ایرانی آن منجر به انتشار کتاب موسیقی بلوچستان شد؛ که یکی از مهمترین منابع برای محققان و موسیقی شناسان شد، وی شیوهٔ قیچک نوازی را به گونه ایی استادانه و دلنشین به اوج رسانده بود.
یکی از زیباترین اهنگ‌های زنگشاهی، بهارگاه و در توصیف بهار است) هلوهالو که هم خود مینوازد و می‌خواند
همچنین قطعه «شوشکو جان» در مراسم عروسی مناطق سرحد، خاش و میرجاوه اجرا می‌شود، در فستیوال آینه‌دار سال ۱۳۹۲ در خانه هنرمندان اجرا شده‌است.
اهنگ‌های بیای آیت شما پت و براتان-، تو ازاب و من ازاب، سراوان زانگه نام و توار انت-، کایه شه دورا را نیز می‌توان از اجراهای او نام برد

## درگذشت
دین محمد زنگشاهی روز پنجشنبه ، چهارم امرداد ۱۳۹۷ در اثر بیماری چندساله ی کبدی در بیمارستان میرجاوه در ۶۴ سالگی درگذشت.
هنرجو و همراه همیشگی زنگشاهی، مهبد مکّی  در روزگار بیماری و تنهایی کمک های بسیاری چه مادی چه معنوی به استادش کرد.